# St. Peter und Paul (Schwäbisch Gmünd)

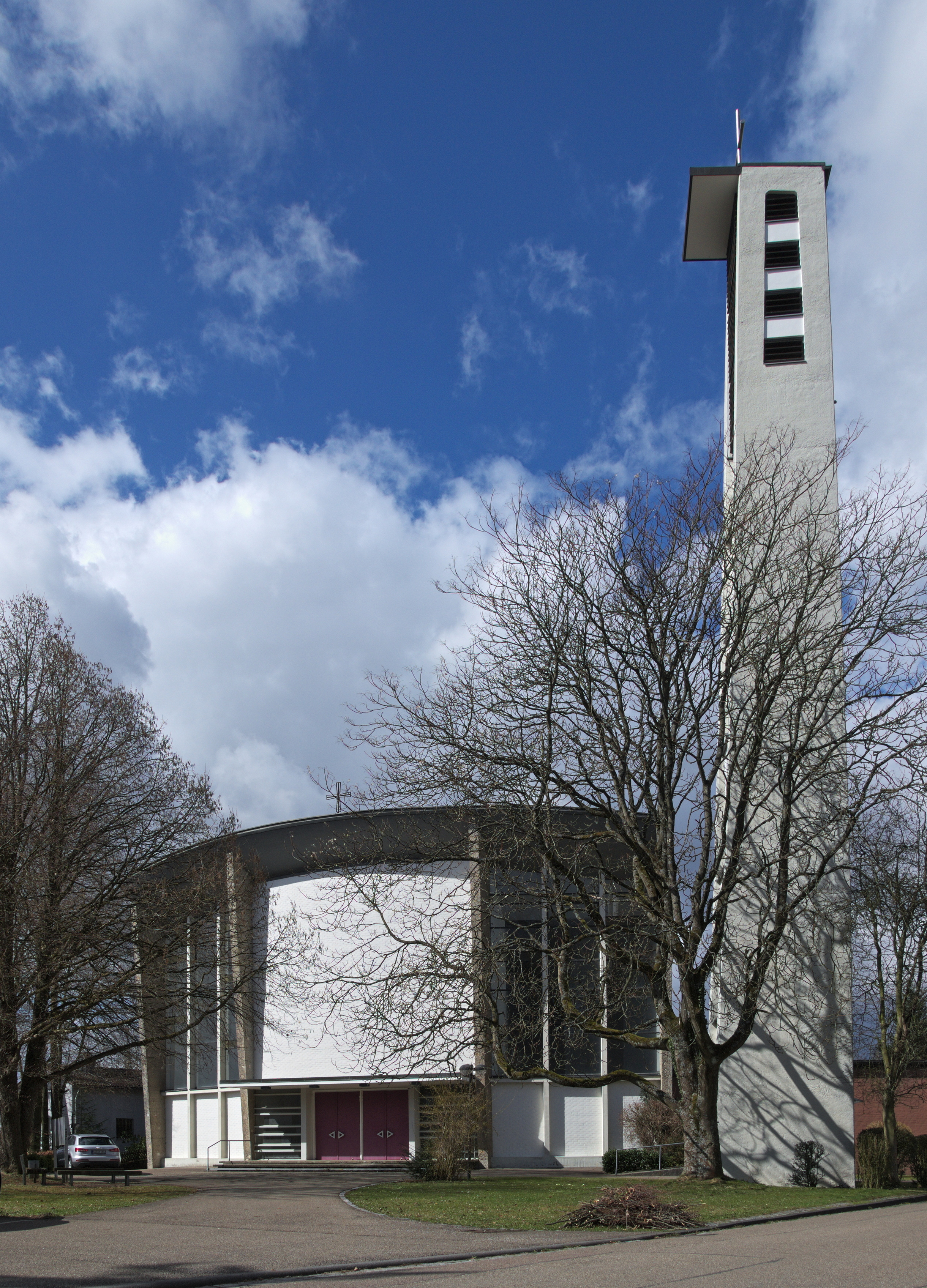
St. Peter und Paul in Schwäbisch Gmünd

St. Peter und Paul ist eine katholische Pfarrkirche auf dem Hardt in Schwäbisch Gmünd. Sie wurde 1958 als erste Nachkriegskirche vom Münsterarchitekten Albert Hänle auf einem aufgefüllten Steinbruch errichtet. Die Kirche wurde auf einem ovalen Grundriss, mit einer angebauten, niederen, als Kubus ausgeführten Werktagskirche errichtet. Die Hauptkirche verfügt über ein 7 cm starkes Hängedach aus Spannbeton, das als erste derartige Konstruktion an einem Kirchenbau in Baden-Württemberg eingestuft wird.
Der Tabernakel wurde von Fritz Möhler geschaffen, das Bronzekreuz von Otto Herbert Hajek, das Ewige Licht von Herbert Stadelmaier sowie die Altarleuchter von Emil Förster.
2003 wurde die Kirche renoviert.